# La Hilera
La Hilera é uma localidade uruguaia do departamento de Tacuarembó, na zona nordeste do departamento, próximo ao Arroyo Veras e Rio Tacuarembó. Está situada a 51 km da cidade de Tacuarembó, capital do departamento.

## Toponímia
O nome da localidade foi porque, na época da fundação do povoado, as casas ficavam em "hilera" (fileira). 

## População
Segundo o censo de 2011 a localidade contava com uma população de 107 habitantes.
| Variação demográfica do município entre 2004 e 2011 |
|                                                     |

## Geografia
La Hilera se situa próxima das seguintes localidades: ao noroeste, Cuchilla del Ombú, a oeste, Clara, ao sul, Montevideo Chico e ao nordeste, Pueblo de Barro .

## Autoridades
A localidade é subordinada diretamente ao departamento de Tacuarembó, não sendo parte de nenhum município tacuaremboense.

## Transporte
A localidade possui a seguinte rodovia:
- Acesso à Ruta 59. [7][8][9]